# Serixia atripes
Serixia atripes là một loài bọ cánh cứng trong họ Cerambycidae.